# Mattawa (Washington)
Mattawa è un comune degli Stati Uniti d'America, situato nello Stato di Washington, nella Contea di Grant.